# Marie-Laure Stengers
Marie-Laure Stengers (Ukkel, 19 januari 1951) was een Belgisch volksvertegenwoordiger.

## Levensloop
Stengers, dochter van professor Jean Stengers, werd licentiaat in de rechten en juridisch raadgever.
Ze was voor de PRL van 1982 tot 2006 gemeenteraadslid van Elsene en was schepen van onderwijs van 1982 tot 1997. Ze nam ontslag om gezondheidsredenen.
Van 1989 tot 1991 en van 1995 tot 1999 was ze lid van de Gewestraad voor het Brussels Gewest.
Ze werd in 1991 verkozen tot lid van Kamer van volksvertegenwoordigers voor het arrondissement Brussel en vervulde dit mandaat tot in 1995.
Vanuit beide mandaten zetelde ze tevens in de Franse Gemeenschapsraad.

## Publicatie
- Le libéralisme de Jean Rey, Centre Paul Hymans, Brussel, 1985.